# Октахедрит
Октахедрит је најзаступљенији структурни тип гвоздених метеорита. Састоји се од легуре никла и гвожђа, где се услед повећања концентрације никла ослобађа камасит из таенита при хлађењу.
Име су добили према осмоугаоној кристалној структури. На пресеку се јављају Видманштетенове структуре, а на основу дужине ламеле камасита издваја се неколико подтипова октохедрита.

## Подврсте
| Назив     | Ознака | Опис                                    |
| --------- | ------ | --------------------------------------- |
| Најгрубљи |        | дужина ламеле > 3.3 mm                  |
| Груб      |        | дужина ламеле 1.3-3.3 mm                |
| Средњи    |        | дужина ламеле 0.5-1.3 mm                |
| Фин       |        | дужина ламеле 0.2-0.5 mm                |
| Најфинији |        | дужина ламеле < 0.2 mm                  |
| Плеситски |        | прелазни облик из октахедрита у атаксит |